# Eupithecia karakasykensis
Eupithecia karakasykensis es una especie de polilla de la familia Geometridae. La especie fue descrita por primera vez por Jaan Viidalepp, habiendo sido descrita en 1988, en la garganta del río Koksu, a nivel de la Estepa de Alai y Tian Shan occidental, Kirguistán. Pertenece al grupo de especies Eupithecia fletcherata.
E. karakasykensis es una polilla pequeña con una envergadura de 22 milímetros (0,9 plg). Es de color gris con gran parecido a otras especies de Asia central: E. innotata y E. satyrata.